# Helt magiskt
Helt magiskt var ett trolleriprogram baserat på formatet The Magicians, producerat av Meter för Sveriges Television. Programmet sändes på lördagskvällar i SVT1 mellan den 1 oktober och 3 december 2011. Programledare var Marie Serneholt och Malin Olsson.

## Programupplägg
I varje avsnitt fick de tre trollkonstnärerna Michael Halvarson, Charlie Caper och Joe Labero samarbeta med varsin svensk kändisgäst i tre olika trick. Två av tricken framfördes för en publik i en studio, medan det tredje tricket var ett s.k. gatutrick och utfördes runt om i Stockholms sommarliv.  
Efter att alla de tre magikerparen framfört sina nummer fick studiopubliken rösta fram en av de tre som skulle få utföra ett straff. Straffet var, fram tills studiopubliken hade röstat och resultatet om vilket par som skulle få göra det, hemligt för de tre paren. 
I programmet sades det att varje magipar hade en vecka på sig att öva in de tre tricken innan inspelning av tricken skedde, både i gatumiljö och i studion. Programmen spelades in i förväg och var således inte direktsända. 